# Васянка, Никифор Тарасович
Никифор Тарасович Васянка (5 (18) февраля 1903, деревня Раскильдино, Казанская губерния — 29 июля 1976, Чебоксары, Чувашская АССР) — чувашский поэт, переводчик, редактор.
В Союзе писателей СССР со времени его основания (1934).

## Биография
Родился 18 февраля 1903 года в деревне Раскильдино Казанской губернии. Учился в Аликовской начальной школе, затем в Вурнарском педтехникуме. Журналистское образование получил в Московском институте журналистики.
Заведовал отделом переводов в издательстве Казанского губкома РКСМ. В Чебоксарах работал редактором в газете «Канаш», затем главным редактором журнала «Трактор» и редактором в Чувашском книжном издательстве.
Умер поэт 29 июля 1976 года в Чебоксарах (Чувашская АССР).

## Произведения
У Никифора Васянки вышло в свет более 10 книг. На его стихи «Кай, кай Ивана» (Иди, иди за Ивана), «Кӗсле» (Гусли), «Анатран хӑпарать шурӑ пӑрахут» (Поднимается белый пароход) и другие написаны популярные песни. Никифор Васянка перевёл на чувашский язык повести А.Пушкина «Дубровский» и «Капитанская дочка».

## Творческие заслуги
В 1967 г. Н. Васянке было присвоено звание «Заслуженный работник культуры Чувашской АССР», а в 1970 г. — «Заслуженный работник культуры РСФСР».